# Skjønhaug
Skjønhaug este o localitate din comuna Trøgstad, provincia Østfold, Norvegia, cu o suprafață de 1,68 km² și o populație de 2.002 locuitori (2013).